# Търг (филм)
„Търг“ е български телевизионен игрален филм (черна комедия) от 1992 година по сценарий на Лиляна Михайлова и Младен Денев. Режисьор е Мариана Евстатиева-Биолчева. Оператор е Георги Савчев, художник – Людмила Димова.

## Сюжет
Приятели с честни търговски намерения опитват всичко възможно да участват на търг, но не могат да спечелят повече от „залога в обществото“...
Христо и Антон решават да участват в търг за павилион. Кроят планове как да го преустроят в хубаво заведение. За да набавят парите, започват работа с частно такси. Приходите не са достатъчни. По примера на един циганин се заемат с лов и продажба на котки.
После един чужденец ги наема за курс до морето. Плаща им във валута. На връщане Христо и Антон качват мъж, който забравя в колата металотърсач.
Антон настоява да търсят с него имането, останало от дядо му. Така и не го откриват. Събраната сума се оказва недостатъчна да спечелят търга. Но докато те наддават, някой открадва от колата куфарчето с парите им...

## Актьорски състав
| Роля                      | Изпълнител                                               |
| ------------------------- | -------------------------------------------------------- |
| Антон Колев Бушев – Баджо | Павел Поппандов                                          |
| Христо Костов Мицов       | Стефан Мавродиев                                         |
| В епизодите               |                                                          |
| голият мъж                | Антон Радичев                                            |
| Гюлев                     | Никола Рударов                                           |
| свещеникът                | Кирил Кавадарков                                         |
| оператора                 | Васил Банов                                              |
|                           | Бистра Влахова                                           |
|                           | Владо Трендафилов                                        |
| жената на Мишо            | Елена Райнова                                            |
| Мишо                      | Стоян Стоев                                              |
| шофьора на камиона        | Калин Арсов                                              |
| бандита                   | Иван Джамбазов                                           |
|                           | Симеон Викторов                                          |
|                           | Петър Димов                                              |
|                           | Йосиф Шамли (като Йосиф Шамлиев)                         |
| циганинът                 | Владислав Карамфилов (не е посочен в надписите на филма) |

и други